# Großer Preis von China 2006
Der Große Preis von China 2006 (offiziell 2006 Formula 1 Sinopec Chinese Grand Prix) fand am 1. Oktober auf dem Shanghai International Circuit in Shanghai statt und war das 16. Rennen der Formel-1-Weltmeisterschaft 2006.

## Berichte

### Hintergrund
Vor dem Großen Preis von Italien wurde das Midland-F1-Team von Spyker übernommen. In China trat das Team nun unter dem neuen Namen Spyker MF1 Racing und neuer Lackierung an.
In der Fahrerwertung führte Fernando Alonso mit zwei Punkten vor Michael Schumacher und mit 46 Punkten vor Felipe Massa. Somit hatten bei drei verbleibenden Rennen nur noch Alonso und Michael Schumacher die Chance auf den Fahrertitel. In der Konstrukteurswertung führte Ferrari mit drei Punkten vor Renault und mit 71 Punkten vor McLaren-Mercedes.
Vor dem Rennwochenende gab es einen Fahrerwechsel: Robert Doornbos ersetzte für die restlichen drei Rennen Christian Klien bei Red Bull.
Mit Alonso und Rubens Barrichello (jeweils einmal) traten die beiden bisher einzigen Sieger zu diesem Grand Prix an.

### Training
Die letzten sechs Teams der Konstrukteursmeisterschaft 2005 waren berechtigt am Freitag im freien Training ein drittes Auto einzusetzen, selbiges galt für das neue elfte Team Super Aguri. Diese Fahrer fuhren am Freitag, traten aber weder im Qualifying noch im Rennen an. Alexander Wurz (Williams), Anthony Davidson (Honda), Michael Ammermüller (Red Bull), Sebastian Vettel (BMW Sauber), Alexandre Prémat (Spyker), Neel Jani (Toro Rosso) und Franck Montagny (Super Aguri) nahmen in dieser Funktion an den Freitagstrainings teil.
Im ersten Training gelang Wurz mit 1:35,574 Minuten die schnellste Zeit vor Davidson und Jenson Button.
Im zweiten freien Training war Wurz mit 1:35,539 Minuten erneut der schnellste Fahrer, gefolgt von Vettel und Davidson.
Das dritte freie Training gewann dann Michael Schumacher mit 1:40,193 Minuten vor Alonso und Button.

### Qualifying
Das Qualifying bestand aus drei Teilen mit einer Nettolaufzeit von 45 Minuten. Im ersten Qualifying-Segment (Q1) hatten die Fahrer 18 Minuten Zeit, um sich für das Rennen zu qualifizieren. Alle Fahrer, die im ersten Abschnitt eine Zeit erzielten, die maximal 107 Prozent der schnellsten Rundenzeit betrug, qualifizierten sich für den Grand Prix. Die besten 16 Fahrer erreichten den nächsten Teil.
Nach der ersten Runde (Q1) schieden beide Toyota, beide Spyker und beide Super Aguri aus.
In der zweiten Runde (Q2) schieden beide Toro Rosso, David Coulthard, Felipe Massa und die beiden Williams aus.
In der finalen Runde (Q3) setzte sich Alonso mit einer Zeit von 1:44.360 Minuten vor seinem Teamkollegen Giancarlo Fisichella und Barrichello durch. Für Alonso war es die 15. Pole-Position in der Formel-1-Weltmeisterschaft.

### Rennen
Das Rennen startete unter nassen Bedingungen mit einer feuchten Strecke. Beim Start kamen die Renault gut weg und behielten die Führung. Kimi Räikkönen überholte am Start beide Honda und begann sofort, Fisichella unter Druck zu setzen, kam aber nicht vorbei. Robert Kubica und Robert Doornbos kollidierten, wodurch Kubica von der Strecke geschleudert wurde und Doornbos seinen Frontflügel verlor.
In der achten Runde überholte Michael Schumacher Barrichello und war Fünfter. In Runde 14 überholte Michael Schumacher dann auch Button für den vierten Platz. In derselben Runde gelang es Räikkönen schließlich, an Fisichella vorbeizukommen, der seit dem Start hinter ihm feststeckte. Räikkönen begann sofort, sich von Fisichella zu lösen und den 15-Sekunden-Rückstand auf Alonso zu verkürzen. Zu diesem Zeitpunkt des Rennens lag Alonso über 25 Sekunden vor Michael Schumacher. Im Laufe der ersten Runden begann die Strecke dann abzutrocknen, was den Grip der Michelin-Reifen beeinträchtigte und gleichzeitig die Leistung der Bridgestones steigerte. An diesem Punkt begann Michael Schumacher langsam und allmählich den Rückstand auf die beiden vor ihm fahrenden Renault zu verkürzen, auf der Strecke kam er jedoch nicht vorbei. Dank einer hervorragenden Strategiearbeit der Männer aus Maranello erkämpfte sich Michael Schumacher über die Boxenstrategie die erste Position und verdrängte Alonso auf den zweiten Platz.
Nick Heidfeld war von Startplatz acht gestartet, konnte sich aber durch seine Strategie, bei beiden Boxenstopps spät an die Box zu kommen, in der Schlussphase auf den vierten Platz vorarbeiten und Barrichello, Button und Pedro de la Rosa überholen. In der Schlussphase wurde Heidfeld jedoch zunächst von der Strecke gedrängt, als er versuchte, Christijan Albers zu überrunden, dann wurde er von Takuma Satōs Super Aguri aufgehalten, sodass Barrichello, Button und de la Rosa auf ihn aufschließen konnten. Button schaffte es in der letzten Runde zunächst, an Barrichello vorbeizukommen, dann drängte er in der vorletzten Kurve Heidfeld hinter Satō und wurde Vierter. Barrichello bremste dann in derselben Kurve zu spät, fuhr Heidfeld ins Heck und beschädigte seinen eigenen Frontflügel. Dies ermöglichte de la Rosa den fünften Platz, Barrichello den sechsten und der wütende Heidfeld fuhr als Siebter ins Ziel.
Michael Schumacher gewann schlussendlich seinen 91. und letzten Grand Prix vor Alonso. Beide Fahrer waren im Anschluss punktgleich in der Fahrerwertung. Michael Schumacher übernahm allerdings die Führung, da er mehr Rennsiege hatte (7:6). Fisichella wurde Dritter und komplettierte so das Podium. Die restlichen Punkteplatzierungen belegten Button, de la Rosa, Barrichello, Heidfeld und Mark Webber.
Nach dem Rennen eilte Heidfeld zu Sakon Yamamoto und beschuldigte ihn, den Unfall in der letzten Runde verursacht zu haben. Heidfeld war über Yamamotos mangelnde Reaktion noch verärgerter, entschuldigte sich aber schließlich, als er erfuhr, dass Satō den Unfall verursacht hatte. Satō wurde nach dem Rennen wegen Missachtung der blauen Flaggen disqualifiziert. Beim Großen Preis von Australien hatte er aus dem gleichen Grund bereits einen Verweis erhalten. Das Rennen beendete er ursprünglich auf dem 14. Platz.

## Meldeliste
| Team                              | Nr. | Fahrer               | Chassis          | Motor                | Reifen |
| --------------------------------- | --- | -------------------- | ---------------- | -------------------- | ------ |
| Mild Seven Renault F1 Team        | 01  | Fernando Alonso      | Renault R26      | Renault 2.4 V8       | M      |
| Mild Seven Renault F1 Team        | 02  | Giancarlo Fisichella | Renault R26      | Renault 2.4 V8       | M      |
| Team McLaren Mercedes             | 03  | Kimi Räikkönen       | McLaren MP4-21   | Mercedes-Benz 2.4 V8 | M      |
| Team McLaren Mercedes             | 04  | Pedro de la Rosa     | McLaren MP4-21   | Mercedes-Benz 2.4 V8 | M      |
| Scuderia Ferrari Marlboro         | 05  | Michael Schumacher   | Ferrari 248 F1   | Ferrari 2.4 V8       | B      |
| Scuderia Ferrari Marlboro         | 06  | Felipe Massa         | Ferrari 248 F1   | Ferrari 2.4 V8       | B      |
| Panasonic Toyota Racing           | 07  | Ralf Schumacher      | Toyota TF106B    | Toyota 2.4 V8        | B      |
| Panasonic Toyota Racing           | 08  | Jarno Trulli         | Toyota TF106B    | Toyota 2.4 V8        | B      |
| Williams F1 Team                  | 09  | Mark Webber          | Williams FW28    | Cosworth 2.4 V8      | B      |
| Williams F1 Team                  | 10  | Nico Rosberg         | Williams FW28    | Cosworth 2.4 V8      | B      |
| Williams F1 Team                  | 35  | Alexander Wurz       | Williams FW28    | Cosworth 2.4 V8      | B      |
| Lucky Strike Honda Racing F1 Team | 11  | Rubens Barrichello   | Honda RA106      | Honda 2.4 V8         | M      |
| Lucky Strike Honda Racing F1 Team | 12  | Jenson Button        | Honda RA106      | Honda 2.4 V8         | M      |
| Lucky Strike Honda Racing F1 Team | 36  | Anthony Davidson     | Honda RA106      | Honda 2.4 V8         | M      |
| Red Bull Racing                   | 14  | David Coulthard      | Red Bull RB2     | Ferrari 2.4 V8       | M      |
| Red Bull Racing                   | 15  | Robert Doornbos      | Red Bull RB2     | Ferrari 2.4 V8       | M      |
| Red Bull Racing                   | 37  | Michael Ammermüller  | Red Bull RB2     | Ferrari 2.4 V8       | M      |
| BMW Sauber F1 Team                | 16  | Nick Heidfeld        | BMW Sauber F1.06 | BMW 2.4 V8           | M      |
| BMW Sauber F1 Team                | 17  | Robert Kubica        | BMW Sauber F1.06 | BMW 2.4 V8           | M      |
| BMW Sauber F1 Team                | 38  | Sebastian Vettel     | BMW Sauber F1.06 | BMW 2.4 V8           | M      |
| Spyker MF1 Team                   | 18  | Tiago Monteiro       | Midland M16      | Toyota 2.4 V8        | B      |
| Spyker MF1 Team                   | 19  | Christijan Albers    | Midland M16      | Toyota 2.4 V8        | B      |
| Spyker MF1 Team                   | 39  | Alexandre Prémat     | Midland M16      | Toyota 2.4 V8        | B      |
| Scuderia Toro Rosso               | 20  | Vitantonio Liuzzi    | Toro Rosso STR1  | Cosworth 3.0 V10     | M      |
| Scuderia Toro Rosso               | 21  | Scott Speed          | Toro Rosso STR1  | Cosworth 3.0 V10     | M      |
| Scuderia Toro Rosso               | 40  | Neel Jani            | Toro Rosso STR1  | Cosworth 3.0 V10     | M      |
| Super Aguri Formula 1             | 22  | Takuma Satō          | Super Aguri SA06 | Honda 2.4 V8         | B      |
| Super Aguri Formula 1             | 23  | Sakon Yamamoto       | Super Aguri SA06 | Honda 2.4 V8         | B      |
| Super Aguri Formula 1             | 41  | Franck Montagny      | Super Aguri SA06 | Honda 2.4 V8         | B      |

Anmerkungen
1. 1 2 3 4 5 6 7  Nahm nur an den Freitagstrainings teil.

## Klassifikation

### Qualifying
| Pos. | Fahrer               | Konstrukteur        | Q1       | Q2       | Q3       | Start |
| ---- | -------------------- | ------------------- | -------- | -------- | -------- | ----- |
| 01   | Fernando Alonso      | Renault             | 1:44,128 | 1:43,951 | 1:44,360 | 01    |
| 02   | Giancarlo Fisichella | Renault             | 1:44,378 | 1:44,336 | 1:44,992 | 02    |
| 03   | Rubens Barrichello   | Honda               | 1:47,072 | 1:45,288 | 1:45,503 | 03    |
| 04   | Jenson Button        | Honda               | 1:45,809 | 1:44,662 | 1:45,503 | 04    |
| 05   | Kimi Räikkönen       | McLaren-Mercedes    | 1:44,909 | 1:45,622 | 1:45,754 | 05    |
| 06   | Michael Schumacher   | Ferrari             | 1:47,366 | 1:45,660 | 1:45,775 | 06    |
| 07   | Pedro de la Rosa     | McLaren-Mercedes    | 1:44,808 | 1:45.095 | 1:45,877 | 07    |
| 08   | Nick Heidfeld        | BMW Sauber          | 1:46,249 | 1:45,055 | 1:46,053 | 08    |
| 09   | Robert Kubica        | BMW Sauber          | 1:46,049 | 1:45,576 | 1:46,632 | 09    |
| 10   | Robert Doornbos      | Red Bull-Ferrari    | 1:46,387 | 1:45,747 | 1:48,021 | 10    |
| 11   | Scott Speed          | Toro Rosso-Cosworth | 1:46,222 | 1:45,851 | –        | 11    |
| 12   | David Coulthard      | Red Bull-Ferrari    | 1:45,931 | 1:45,968 | –        | 12    |
| 13   | Felipe Massa         | Ferrari             | 1:47,231 | 1:45,970 | –        | 20    |
| 14   | Vitantonio Liuzzi    | Toro Rosso-Cosworth | 1:45,564 | 1:46,172 | –        | 13    |
| 15   | Mark Webber          | Williams-Cosworth   | 1:48,560 | 1:46,413 | –        | 14    |
| 16   | Nico Rosberg         | Williams-Cosworth   | 1:47,535 | 1:47,419 | –        | 15    |
| 17   | Ralf Schumacher      | Toyota              | 1:48,894 | –        | –        | 16    |
| 18   | Jarno Trulli         | Toyota              | 1:49,098 | –        | –        | 17    |
| 19   | Christijan Albers    | Spyker MF1          | 1:49,542 | –        | –        | 22    |
| 20   | Tiago Monteiro       | Spyker MF1          | 1:49,903 | –        | –        | 18    |
| 21   | Takuma Satō          | Super Aguri-Honda   | 1:50,326 | –        | –        | 21    |
| 22   | Sakon Yamamoto       | Super Aguri-Honda   | 1:55,560 | –        | –        | 19    |

Anmerkungen
1. ↑  Massa erhielt aufgrund eines Motorenwechsel eine Startplatzstrafe von zehn Plätzen.
2. ↑  Albers´ Zeiten wurden gestrichen, da er nicht zum Wiegen erschienen ist.
3. ↑  Satō erhielt aufgrund eines Motorenwechsel eine Startplatzstrafe von zehn Plätzen.

### Rennen
| Pos. | Fahrer               | Konstrukteur        | Runden | Stopps | Zeit        | Start | Schnellste Runde |
| ---- | -------------------- | ------------------- | ------ | ------ | ----------- | ----- | ---------------- |
| 01   | Michael Schumacher   | Ferrari             | 56     | 2      | 1:37:32,747 | 06    | 1:38,553 (50.)   |
| 02   | Fernando Alonso      | Renault             | 56     | 2      | + 3,121     | 01    | 1:37,586 (49.)   |
| 03   | Giancarlo Fisichella | Renault             | 56     | 2      | + 44,197    | 02    | 1:39,332 (53.)   |
| 04   | Jenson Button        | Honda               | 56     | 2      | + 1:12,056  | 04    | 1:39,206 (51.)   |
| 05   | Pedro de la Rosa     | McLaren-Mercedes    | 56     | 2      | + 1:17,137  | 07    | 1:39,149 (45.)   |
| 06   | Rubens Barrichello   | Honda               | 56     | 2      | + 1:19,131  | 03    | 1:39,749 (52.)   |
| 07   | Nick Heidfeld        | BMW Sauber          | 56     | 2      | + 1:31,979  | 08    | 1:39,164 (53.)   |
| 08   | Mark Webber          | Williams-Cosworth   | 56     | 2      | + 1:43,588  | 14    | 1:39,907 (44.)   |
| 09   | David Coulthard      | Red Bull-Ferrari    | 56     | 2      | + 1:43,796  | 12    | 1:40,549 (52.)   |
| 10   | Vitantonio Liuzzi    | Toro Rosso-Cosworth | 55     | 1      | + 1 Runde   | 13    | 1:41,710 (53.)   |
| 11   | Nico Rosberg         | Williams-Cosworth   | 55     | 2      | + 1 Runde   | 15    | 1:40,471 (52.)   |
| 12   | Robert Doornbos      | Red Bull-Ferrari    | 55     | 3      | + 1 Runde   | 10    | 1:39,801 (52.)   |
| 13   | Robert Kubica        | BMW Sauber          | 55     | 3      | + 1 Runde   | 09    | 1:40,193 (51.)   |
| 14   | Scott Speed          | Toro Rosso-Cosworth | 55     | 2      | + 1 Runde   | 11    | 1:39,681 (49.)   |
| 15   | Christijan Albers    | Spyker MF1          | 53     | 3      | + 3 Runden  | 22    | 1:41,483 (50.)   |
| 16   | Sakon Yamamoto       | Super Aguri-Honda   | 52     | 4      | + 4 Runden  | 19    | 1:41,847 (42.)   |
| –    | Ralf Schumacher      | Toyota              | 51     | 1      | DNF         | 16    | 1:39,823 (47.)   |
| –    | Felipe Massa         | Ferrari             | 44     | 2      | DNF         | 20    | 1:39,397 (42.)   |
| –    | Jarno Trulli         | Toyota              | 43     | 1      | DNF         | 17    | 1:44,787 (24.)   |
| –    | Tiago Monteiro       | Spyker MF1          | 20     | 2      | DNF         | 18    | 1:45,356 (35.)   |
| –    | Kimi Räikkönen       | McLaren-Mercedes    | 18     | 1      | DNF         | 05    | 1:44,094 (14.)   |
| DSQ  | Takuma Satō          | Super Aguri-Honda   | 55     | 2      | + 1 Runde   | 21    | 1:40,856 (48.)   |

Anmerkungen
1. ↑  Satō wurde wegen Missachtens von blauen Flaggen nach dem Rennen disqualifiziert.

## WM-Stände nach dem Rennen
Die ersten acht des Rennens bekamen 10, 8, 6, 5, 4, 3, 2 bzw. 1 Punkt(e)
| Pos. | Fahrer               | Konstrukteur      | Punkte |
| ---- | -------------------- | ----------------- | ------ |
| 01   | Michael Schumacher   | Ferrari           | 116    |
| 02   | Fernando Alonso      | Renault           | 116    |
| 03   | Giancarlo Fisichella | Renault           | 63     |
| 04   | Felipe Massa         | Ferrari           | 62     |
| 05   | Kimi Räikkönen       | McLaren-Mercedes  | 57     |
| 06   | Jenson Button        | Honda             | 45     |
| 07   | Rubens Barrichello   | Honda             | 28     |
| 08   | Juan Pablo Montoya   | McLaren-Mercedes  | 26     |
| 09   | Nick Heidfeld        | BMW Sauber        | 22     |
| 10   | Pedro de la Rosa     | McLaren-Mercedes  | 18     |
| 11   | Ralf Schumacher      | Toyota            | 18     |
| 12   | David Coulthard      | Red Bull-Ferrari  | 14     |
| 13   | Jarno Trulli         | Toyota            | 12     |
| 14   | Mark Webber          | Williams-Cosworth | 7      |

| Pos. | Fahrer             | Konstrukteur        | Punkte |
| ---- | ------------------ | ------------------- | ------ |
| 15   | Jacques Villeneuve | BMW Sauber          | 7      |
| 16   | Robert Kubica      | BMW Sauber          | 6      |
| 17   | Nico Rosberg       | Williams-Cosworth   | 4      |
| 18   | Christian Klien    | Red Bull-Ferrari    | 2      |
| 19   | Vitantonio Liuzzi  | Toro Rosso-Cosworth | 1      |
| 20   | Scott Speed        | Toro Rosso-Cosworth | 0      |
| 21   | Tiago Monteiro     | Spyker MF1          | 0      |
| 22   | Christijan Albers  | Spyker MF1          | 0      |
| 23   | Takuma Satō        | Super Aguri-Honda   | 0      |
| 24   | Robert Doornbos    | Red Bull-Ferrari    | 0      |
| 25   | Yūji Ide           | Super Aguri-Honda   | 0      |
| 26   | Franck Montagny    | Super Aguri-Honda   | 0      |
| 27   | Sakon Yamamoto     | Super Aguri-Honda   | 0      |

### Konstrukteurswertung
| Pos. | Konstrukteur     | Punkte |
| ---- | ---------------- | ------ |
| 01   | Renault          | 179    |
| 02   | Ferrari          | 178    |
| 03   | McLaren-Mercedes | 101    |
| 04   | Honda            | 73     |
| 05   | BMW Sauber       | 35     |
| 06   | Toyota           | 30     |

| Pos. | Konstrukteur        | Punkte |
| ---- | ------------------- | ------ |
| 07   | Red Bull-Ferrari    | 16     |
| 08   | Williams-Cosworth   | 11     |
| 09   | Toro Rosso-Cosworth | 1      |
| 10   | Spyker MF1          | 0      |
| 11   | Super Aguri-Honda   | 0      |